# Montagne de la Seigne
La montagne de la Seigne est une montagne des Alpes située à la frontière entre la France et l'Italie, au sud du col de la Seigne et du massif du Mont-Blanc.

## Géographie
La montagne comporte plusieurs sommets dont la pointe Léchaud à 3 127 ou 3 128 mètres d'altitude — son point culminant —, le mont Léchaud à 2 805 mètres d'altitude et la pointe des Ouillons à 3 110 mètres d'altitude,. Ces sommets sont répartis sur trois crêtes principales délimitées par le col de Chavannes à 2 603 mètres d'altitude au nord-est, le col du Breuil à 2 877 ou 2 880 mètres d'altitude au sud et le col de l'Ouillon à 2 612 mètres d'altitude au sud-ouest,. Son flanc oriental est couvert par les glaciers de Chavannes et du Breuil. De la montagne rayonnent plusieurs vallées : le val Vény au nord, le vallon de Chavannes à l'est, le vallon du Breuil au sud-est, le vallon du Versoyens au sud et la vallée des Glaciers à l'ouest.

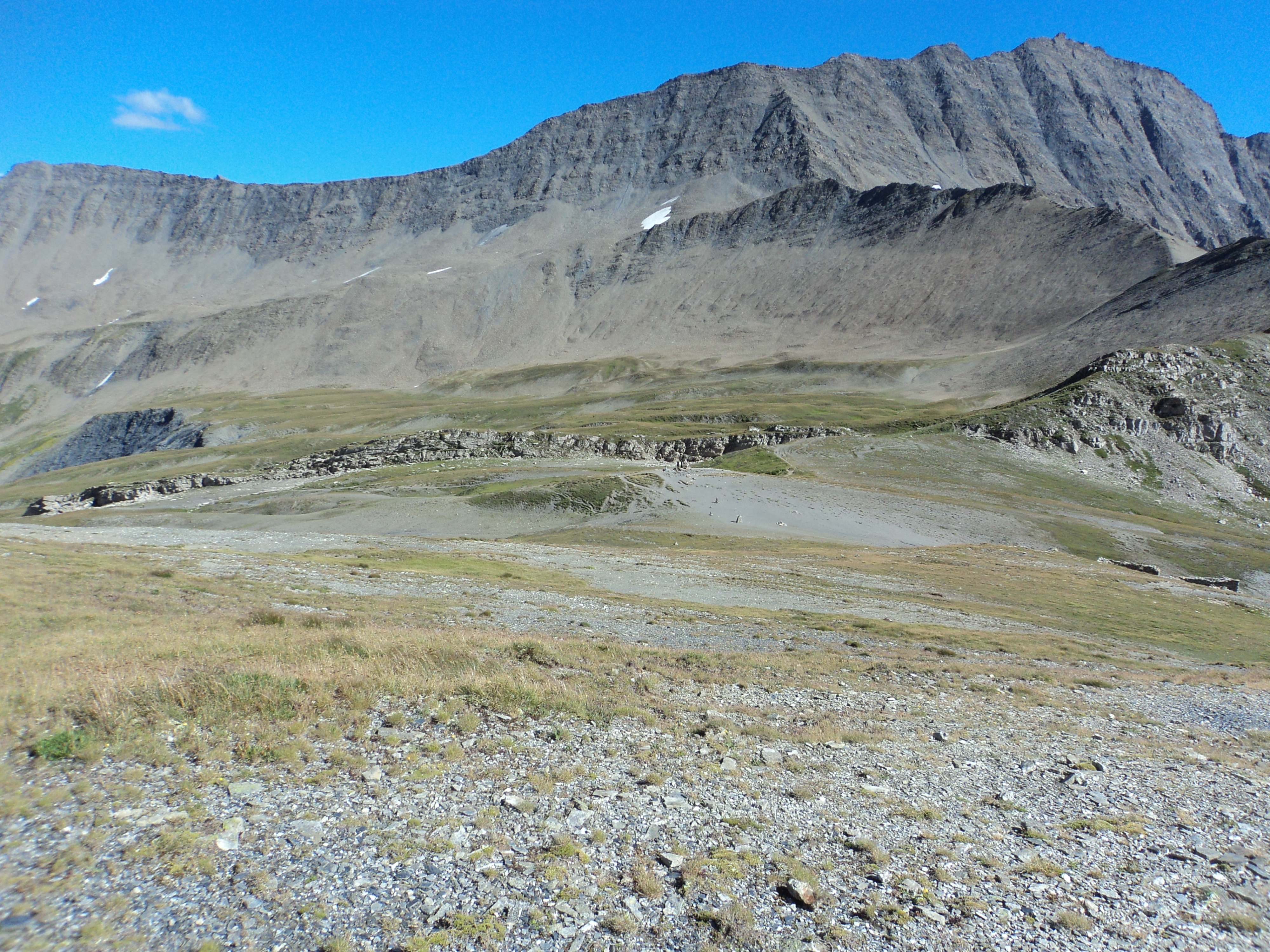
Vue depuis le nord du col de la Seigne dominé par la montagne de la Seigne.

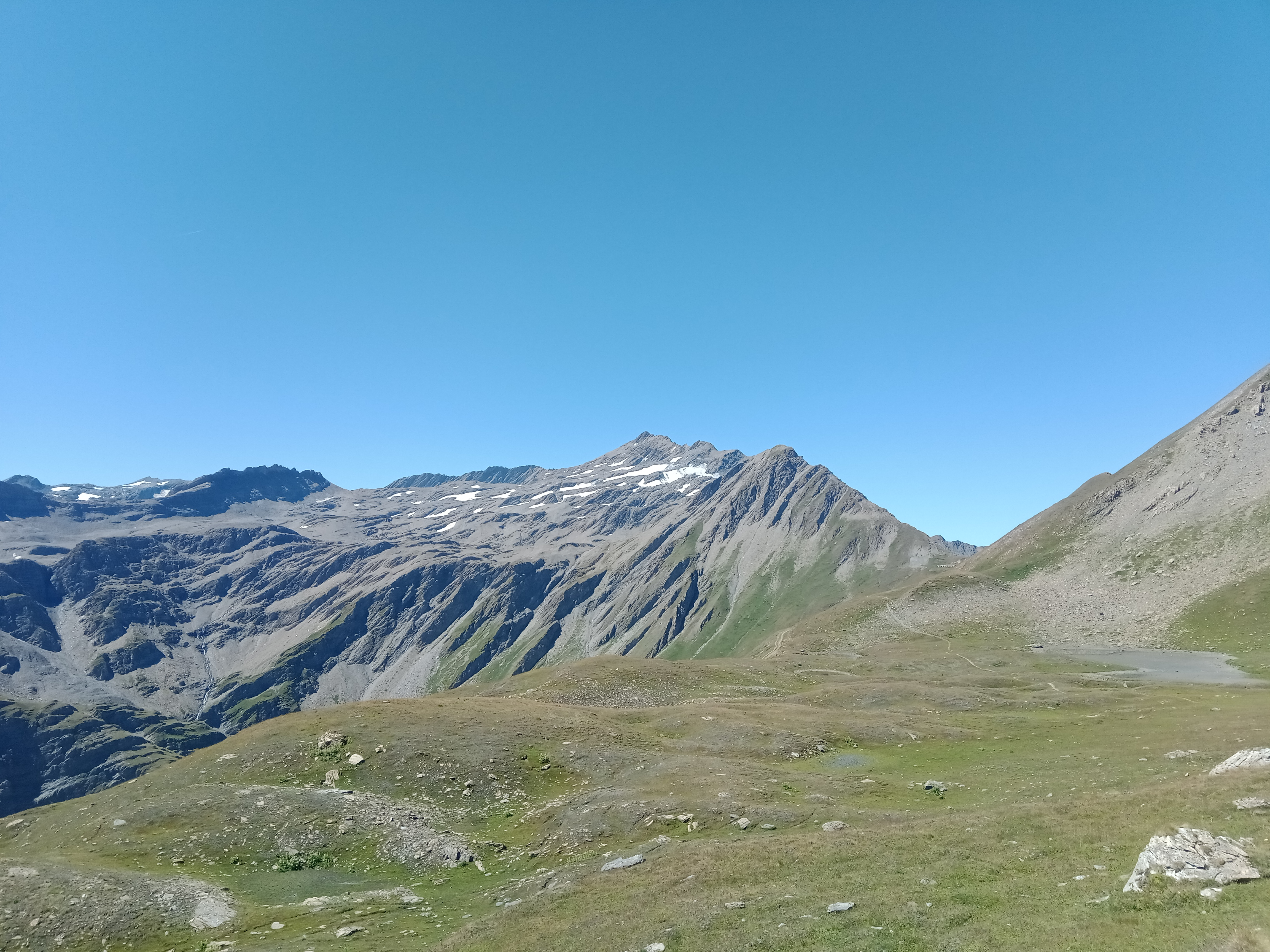
La montagne de la Seigne et le glacier de Chavannes vus depuis le lac du Mont-Percé au nord-est.